# Coelopa vanduzeei
Coelopa vanduzeei är en tvåvingeart som beskrevs av Cresson 1914. Coelopa vanduzeei ingår i släktet Coelopa och familjen tångflugor. Inga underarter finns listade i Catalogue of Life.